# Майкл Грегер
Майкл Грегер (англ. Michael Greger) (нар. 1972 р) — американський лікар, автор і професійний оратор з питань громадської охорони здоров'я, зокрема про переваги рослинної дієти і шкідливість вживання продуктів тваринного походження.

## Біографія
Майкл Грегер вступив до Сільськогосподарської школи Корнельського університету, де в якості молодшого наукового співробітника написав роботу про небезпеку губчастої енцефалопатії великої рогатої худоби. Робота була опублікована в 1994 році.  У тому ж році він був найнятий організацією Farm Sanctuary для вивчення сказу корів. Після роботи в даній організації він став веганів. У 1998 році виступав в якості експерта з питань губчастої енцефалопатії великої рогатої худоби під час судового процесу між фермерами і Опрою Вінфрі, яка в 1996 році заявила про небезпеку вживання м'яса. У підсумку, фермери програли судовий процес.
Надалі Грегер вступив до Медичної школи Університету Тафтса за програмою MD / PhD, однак незабаром відмовився від наукового ступеня. Він здобув вищу медичну освіту в 1999 році в якості лікаря загальної практики, що спеціалізується на клінічному харчуванні. У 2001 році він приєднався до Асоціації органічних споживачів для роботи над проблемами коров'ячого сказу і широко висвітлював дане питання.
У 2004 році запустив вебсайт і опублікував книгу, що критикує Дієту Аткінса та інші дієти з низьким вмістом вуглеводів.
У 2004 році в Лома Лінда був створений Американський коледж медицини способу життя, а Грегер був одним з його засновників.
У 2011 році він заснував вебсайт NutritionFacts.org за фінансової підтримки Фонду Джессі і Джулі Раша.
У своїх лекціях, відеороликах і листах про харчування він намагається переконати людей змінити свої звички харчування з дієти західного зразка на цільну їжу, рослинну, здорову дієту, і каже, що така дієта може продовжити життя. Він критикує інших лікарів за те, що вони не вимагають від пацієнтів зміни дієти. Він також критикує уряд США за захист виробників нездорових продуктів харчування заради економічного прибутку.

## Публікації
- Heart Failure: Diary of a Third-Year Medical Student (2000)
- Carbophobia: The Scary Truth Behind America's Low Carb Craze (2005).
- Bird Flu: A Virus of Our Own Hatching (2007)
- How Not To Die: Discover the Foods Scientifically Proven to Prevent and Reverse Disease (2015) (with Gene Stone )
- Чи не здохни! Їжа в боротьбі за життя (2017)